# Viborg FF
Pour les articles homonymes, voir Viborg (homonymie).
Maillots
Dernière mise à jour : 8 août 2025.
Le Viborg Fodsports Forening est un club danois de football basé à Viborg.

## Historique
- 1896 : fondation du club
- 1927 : 1re participation au championnat de 1re division (saison 1927/28)
- 2000 : 1re participation à une Coupe d'Europe (C3, saison 2000/01)

## Bilan sportif

### Palmarès
- Coupe du Danemark (1)
  - Vainqueur : 2000

- Supercoupe du Danemark (1)
  - Vainqueur : 2000

- Championnat du Danemark de deuxième division (6)
  - Champion : 1992, 1994, 1998, 2013, 2015, 2021

### Bilan européen
Note : dans les résultats ci-dessous, le score du club est toujours donné en premier.
| Saison    | Compétition             | Tour             | Club               | Domicile | Extérieur | Total  |
| --------- | ----------------------- | ---------------- | ------------------ | -------- | --------- | ------ |
| 2000-2001 | Coupe UEFA              | Premier tour Q   | CSKA Moscou        | 1 - 0    | 0 - 0     | 1 - 0  |
| 2000-2001 | Coupe UEFA              | Deuxième tour Q  | Rayo Vallecano     | 2 - 1    | 0 - 1     | 2 - 2E |
| 2022-2023 | Ligue Europa Conférence | Deuxième tour Q  | Sūduva Marijampolė | 1 - 0    | 1 - 0     | 2 - 0  |
| 2022-2023 | Ligue Europa Conférence | Troisième tour Q | B36 Tórshavn       | 3 - 0    | 2 - 1     | 5 - 1  |
| 2022-2023 | Ligue Europa Conférence | Barrages Q       | West Ham United    | 0 - 3    | 1 - 3     | 1 - 6  |

Légende
- Victoire ou qualification pour le tour suivant
- Match nul
- Défaite ou élimination de la compétition

## Personnalités du club

### Joueurs emblématiques
- John Alvbåge
- Finn Døssing (en)
- Thomas Frandsen
- Søren Frederiksen
- Jakob Glerup
- Michael Gravgaard
- Steffen Højer
- Alex Nørlund